# Le Thuit-de-l'Oison
Le Thuit-de-l'Oison é uma comuna francesa na região administrativa da Normandia, no departamento de Eure. Estende-se por uma área de 15.58 km². Em 2010 a comuna tinha 3 722 habitantes (densidade: 238,9 hab./km²).
Foi criada em 1 de janeiro de 2016, após a fusão das antigas comunas de Le Thuit-Signol, Le Thuit-Anger e Le Thuit-Simer.